# Blippi
Blippi（ブリッピー、1988年5月27日 - ）は、アメリカ合衆国ワシントン州エレンズバーグのYouTuber。本名：Stevin John。
動画内でのブリッピーは、無邪気でエネルギッシュ、好奇心旺盛なキャラクターとして演じられ、青とオレンジの帽子に、青いシャツ、オレンジのサスペンダー付きズボン、オレンジの蝶ネクタイが、トレードマークとなっている

## 子供時代
ワシントン州エレンズバーグにてトラクターや、牛、馬に囲まれて育ち、リムジンの運転手や戦闘機のパイロットになる事を夢見る少年であった。

## 兵役
アメリカ空軍で第4空輸飛行隊のC-17グローブマスター飛行機の現役ロードマスターを務め、軍のベテランであった。彼の任務、飛行中、航空機を許容重心制限内に保つための計算と貨物配置の計画を実行することであった。